# 孝恭章皇后
孝恭章皇后（1401年—1462年）孫氏，山東鄒平县人。父親孫忠，永城縣主簿，封會昌伯。明宣宗朱瞻基第二任皇后，初封為貴妃。明英宗生母，常德公主生母，順德公主、永清公主庶母。

## 生平

### 入宮
孫忠之四女，孫皇后“年幼有頗有美色，姣皙而慧”。永樂八年（1410年）十多歲的時候，因太子妃張氏母親彭城伯夫人推荐入宮，受太子妃張氏即誠孝昭皇后教育，與宣宗朝夕相處，感情更深。
永樂十五年（1417年），成祖為皇太孫朱瞻基主婚，下詔有祥瑞之象胡善祥為正妃，孫氏居側室為嬪，即冊封為皇太孫嬪 
永樂二十二年（1424年），誕下常德公主。
洪熙元年（1425年），朱瞻基繼位，是為明宣宗。胡氏封為皇后，孫氏封為貴妃。
宣德二年（1427年），誕下或阴取宫人子（存疑）为宣宗長子朱祁鎮。同年，孫貴妃在儿子立太子典礼上享受朝廷命婦拜謁等等同於太后、皇后配有隆重儀式。
宣宗十分寵愛孫貴妃。按照舊時的宮廷禮制，皇后被冊封後賜金冊寶（印）。朱瞻基特地為孫氏破格，向張太后請示，制金寶賜與孫氏。此後，明朝諸帝貴妃都被冊封，均冊、寶俱備。

### 皇后
當時胡皇后生下女兒順德公主、永清公主，孫貴妃生下女兒常德公主，後來孫貴妃生下兒子朱祁鎮，宣宗愈發寵愛她，以胡皇后無子所以理應讓賢，逼胡皇后上表遜位。
宣德三年（1428年），明宣宗廢胡皇后，令其退居長安宮，賜號靜慈仙師。三月初一日，冊立孫貴妃為皇后。

### 太后
宣德十年（1435年），明宣宗逝世，張太后立皇太子朱祁鎮繼位，是為明英宗。新皇帝尊張太后為太皇太后，孫皇后為皇太后。
正統十四年（1449年），瓦剌蒙古大舉南侵，明英宗以五十萬大軍親征。明英宗朱祁鎮被俘，史稱土木堡之變。孫太后和錢皇后立刻籌措一批珍寶作為贖金，以八匹健马送到瓦剌也先军营，又默许大同等地守将把2,000万两白银献给瓦剌。 瓦剌收钱却不放回英宗。
正統十四年（1449年），八月十八日，孫太后命郕王朱祁鈺暂时監國，未提英宗被俘之事，只说「尚未班师」。
正統十四年（1449年），八月二十一日，升任于謙為兵部尚書，把備戰禦敵的重任交付給了于謙。
正統十四年（1449年），八月二十日，孙氏懿旨立朱祁镇之子，年仅两岁的朱见深为太子。 九月初，群臣請皇太后立郕王朱祁鈺為帝，以安人心，孫太后准議，郕王驚讓再三，最終仍即位，為景泰帝（明景帝）。同年十二月初四日，孫太后加上尊號上聖皇太后。
明英宗被俘居於漠北之後，孫太后數次給明英宗寄去禦寒的棉衣。明英宗還朝之後，被明景帝幽禁在南宮，孫太后多次前去探視。
天順元年（1457年）正月，在孙氏支持下，懿旨“上皇（英宗）圣德无亏，天意有在”，发生夺门之变。孙氏给了徐石曹等人「奸臣擅谋，欲迎立藩王以承大统」的旨意，徐石曹拿着这份懿旨当场逮捕于谦。 英宗復辟為帝，廢景泰皇帝為郕王。給孫太后上徽號曰聖烈慈壽皇太后。明代後宮的徽號自此開始。孙太后的家人也参与了这次政变，并且获得了很多好处。
天順六年（1462年）九月，孫太后逝世，享壽63歲。全諡為孝恭懿憲慈仁莊烈齊天配聖章皇后，與明宣宗合葬於景陵，附太廟。

## 评价
朱瞻基：贵妃孙氏，皇祖太宗选嫔于朕。十有余年，德义之茂，冠于后宫。
蔡东藩：孙贵妃体态妖娆，性情狡黠，少成若天性。百般取悦上意，把这位宣宗皇帝，玩弄在股掌中。
林延清：在明代史籍中，对宣宗孙皇后多有褒词。其实，这些记载多属不实之词，需予以澄清。孙皇后在明代中叶政治中所起的负面影响主要有三方面：其一，孙皇后在宣德时期争金宝，废元后，变乱宫闱，促使明朝政治由清明向腐败转变；其二，孙皇后在正统“土木之变”时期，阻挠郕王朱祁钰即位，影响抗击瓦剌入侵准备工作正常进行；其三，孙皇后在“夺门之变”这个导致明朝倒退的宫廷政变中起了消极的作用。由此可以得出结论，孙皇后在明朝由强盛走向衰落的历史转变中，确实要承担一定的责任。
郑彩雲：不同意林延清的评价，认为有失公允，孙氏因“盗子夺后”（存疑）而为封建史家所诟病，但她入主中宫后安于皇后本分，未有直接变乱宫闱之举，反而在明王朝面临危机的多次紧要关头發挥了积极作用，土木堡之变后，孙氏采纳了于谦等主战派的意见，拒绝南迁，虽有开始反对但最终同意让朱祁钰即位，尊朱祁镇为太上皇，立朱祁镇之子朱见深为太子，积极调兵遣将坚守北京，化解了危机。在景泰帝病重又拒绝立太子，皇位面临传承危机的时候，又支持“夺门之变”，从而消除了明朝政治上的又一次危机。孙氏以皇太后的身分在“土木堡之变”和“夺门之变”中发挥了无可替代的作用，使明王朝度过了严重的政治危机，为维护明朝统治和国家安定做出了重要贡献。

## 争议
《明实录·明英宗睿皇帝实录卷之一》“母孝恭懿宪慈仁庄烈齐八配圣章皇后，以宣德二年丁未十一月十一日生”、《明书》“宣德二年十一月，生英宗皇帝”、《明史•卷十•本纪第十》“讳祁镇，宣宗长子也。母贵妃孙氏。生四月，立为皇太子，遂册贵妃为皇后。”认为孙氏为明英宗生母，而《明史•列传第一•后妃一》“妃亦无子，阴取宫人子为己子，即英宗也。”“英宗生母，人卒无知之者。”认为孙氏非明英宗生母。《明史稿》、《明史》、《罪惟录》、《胜朝彤史拾遗记》、《寓圃杂记》称明英宗不是孙氏所出。。
孙皇后葬于明景陵，明英宗葬于明裕陵，两陵寝尚未发掘，也许以后可以通过DNA基因鉴定分析来解决这粧疑案。

## 相關
- 宣宗廢后
- 土木堡之變
- 奪門之變

## 衍生形象

### 電視劇
| 年份 | 劇名             | 演員   | 剧中称谓                                          |
| ---- | ---------------- | ------ | ------------------------------------------------- |
| 1999 | 《百烈刀》       | 李富璟 | 孫太后                                            |
| 2003 | 《大明王朝1449》 | 归亚蕾 | 孫太后                                            |
| 2004 | 《正義令天下》   | 柏寒   | 孫太后                                            |
| 2010 | 《天生无才》     | 谢闻轩 | 孙贵妃                                            |
| 2016 | 《女醫·明妃傳》  | 何晴   | 孫太后                                            |
| 2019 | 《大明風華》     | 汤唯   | 孫若微                                            |
| 2022 | 《尚食》         | 吴谨言 | 姚子衿（姚掌膳-姚典膳-姚司膳-太子嬪-孫貴妃-皇后） |

### 文学
| 年份 | 书名                             | 作者     | 书中称谓 |
| ---- | -------------------------------- | -------- | -------- |
| 2009 | 《六朝纪事之初入深宫》           | 莲静竹衣 | 孙若微   |
| 2009 | 《六朝纪事之龙凤情殇》           | 莲静竹衣 | 孙若微   |
| 2009 | 《六朝纪事之我主沉浮》           | 莲静竹衣 | 孙若微   |
| 2018 | 《大明皇妃》（原名《六朝纪事》） | 莲静竹衣 | 孙若微   |
| 2015 | 《孝恭皇后》                     | 原铨     | 孙清扬   |

## 延伸阅读
[在维基数据编辑]
 《明史卷一百一十三》，出自《明史》